# 148 Stefano - Mostri dell'inerzia
148 Stefano - Mostri dell'inerzia è un film documentario del 2011 diretto da Maurizio Cartolano. 
Pellicola a sfondo biografico e sociale, da una idea di Giancarlo Castelli, racconta l'omicidio di Stefano Cucchi, trentunenne, assassinato il 22 ottobre 2009 durante la custodia cautelare.
Il titolo del documentario fa riferimento al cartellino sul cadavere di Stefano, 148º morto all'interno delle carceri italiane nel 2009.

## Trama
Il documentario ripercorre, sulla base dei fatti, delle interviste ai testimoni della vicenda e delle indagini e prende forma nel racconto, attraverso la richiesta di verità e giustizia sulla fine di Stefano, il giovane geometra del quartiere di Torpignattara di Roma, arrestato per spaccio e detenzione di droga il 15 ottobre 2009 e morto dopo sei giorni nel Reparto di Medicina Protetta dell'Ospedale Sandro Pertini.
Scorrono le immagini tratte dai filmini di famiglia, con voci fuori campo, parlano il padre Giovanni e la sorella Ilaria, affrontare la vita del giovane, raccontando una storia piena di anomalie.
Dichiara il regista: Qualcuno che rappresenta ed agisce per conto dello Stato ha 'imbavagliato' Stefano. Ancora oggi questo bavaglio è stretto e noi con il nostro lavoro, vogliamo provare a sciogliere quel nodo e ci auguriamo che ciò accada. Non è un caso di malasanità e non possiamo accettare che cali il silenzio e l'omertà anche su questa vicenda come su tante altre.

## Produzione
La produzione è stata possibile mediante il lavoro del regista, che ha raccolto documenti originali, spezzoni di inchiesta, filmati d'archivio e inserti narrativi dalle fonti disponibili.
Il film in due tempi, sponsorizzato da Amnesty International e Articolo 21, è stato presentato il 2 novembre 2011 alla Festa del cinema di Roma. Nella stessa serata, dopo la proiezione del documentario, Fabrizio Moro ha eseguito una versione solo chitarra della canzone Fermi con le mani, dedicata alla vicenda (è anche la sigla finale del documentario).
In seguito il film è stato proiettato al Teatro Valle in chiusura della rassegna sull'"indignazione".
Il film è simile a È stato morto un ragazzo dedicato al Caso Aldrovandi.

## Distribuzione
Il documentario è stato distribuito da Il Fatto Quotidiano ed è stato trasmesso in prima TV su LA7 in prima serata con l'intervento di Ilaria Cucchi ed Enrico Mentana.
Un video sulle carceri a cura di Helene Pacitto, sul web, comprende alcune immagini tratte dal documentario, con una parte dell'intervista che Ilaria ha concesso in occasione del docuweb, e quella al padre, contenuta all'interno del film stesso.